# Virpi Pahkinen
Virpi Eriika Pahkinen, née le 16 décembre 1966 à Jyväskylä, en Finlande, est une danseuse, chorégraphe et auteure suédo-finlandaise vivant à Stockholm.

## Biographie
Née en 1966, elle fait des études de piano au conservatoire d'Helsinki pendant quelques années, puis s'intéresse à la danse. Elle s'installe à Stockholm, se forme à l'école de danse, de 1989 à 1992, et commence aussi en 1989 un cours de chorégraphie à l'école de danse,.
Elle crée sa première chorégraphie solo alors qu'elle est toujours étudiante. Elle est notamment remarquée par Ingmar Bergman qui l’engage pour plusieurs de ses mises en scène au Théâtre dramatique royal (le Dramaten) de Stockholm. Elle interprète ainsi des rôles dans différentes pièces telles que Peer Gynt (d'Henrik Ibsen) en 1991, Le temps et la Chambre (de Botho Strauss) en 1993, et Les Variations Goldberg (de George Tabori) en 1994. 
En 1999, elle participe au film de danse Atom by Atom de Håkan Bertha, puis à d'autres films de même nature tels que M of Mafra, Bardo 010, Arbor och Sahara. En 2000, elle joue à nouveau au théâtre pour Ingmar Bergman, tenant le rôle de la laitière dans La Sonate des spectres (d'August Strindberg), une des dernières pièces qu'il ait mis en scène. 
Pour autant, elle se produit également comme danseuse et chorégraphe dans le monde entier,,,. La critique de danse Rosita Boisseau écrit ainsi, d'un de ses spectacles en France en 1999 : « Grande, forte, d'une prestance quasi masculine, Virpi Pahkinen, avec son crâne rasé orné de deux tresses, ses yeux maquillés en rouge, semble jaillir d'une légende viking. Sa présence compacte, la densité de sa danse comprimée comme un ressort déconcertent [..]  sa sincérité déterminée emporte l'adhésion. Virpi Pahkinen nous plonge dans les mythologies du Nord [...] ». Du même spectacle, présenté au Festival de la nouvelle danse d'Uzès en juin 1999, la critique Marie-Christine Vernay écrit : « d'autres chorégraphes se sont démarqués plus brutalement de la tradition. Virpi Pahkinen a une gestuelle de contorsionniste. Son espace est celui de la méditation ».
Elle se voit attribuer la médaille honorifique du royaume de Suède, la Litteris et Artibus, en 2011. En 2013, elle fait ses débuts en tant qu'écrivaine avec un roman autobiographique, Ormbäraren, qui relate ses voyages autour du monde à travers des anecdotes. La même année, son spectacle Scarabé est créé au Dansens hus (sv) de Stockholm.